# Louis Verguin
Louis Verguin (Marmande, 26 de marzo de 1868-26 de mayo de 1936) fue un militar y botánico francés. Fue herido en 1915, durante el transcurso de la Primera Guerra Mundial.

## Obras
- l. Verguin. Révision des Festuca de l'herbier de Timbal-Lagrave

## Honores
- Cruz de Guerra

Miembro
- "Société Botanique de France"
- de honor correspondiente de numerosas Sociedades francesas y extranjeras

## Eponimia
Especies
| - (Asteraceae) Centaurea verguinii (Briq. & Cavill.) Landolt - (Cistaceae) Cistus verguinii H.J.Coste | - (Poaceae) Festuca verguinii Sennen - (Saxifragaceae) Saxifraga verguinii Luizet & Soulié |